# Соотношение

Пример соотношения

Соотноше́ние, в математике (отношение, пропорция) — количественная характеристика взаимосвязи между двумя однородными числовыми величинами. 
Обычно выражается как «a к b» или {\displaystyle a:b.} Иногда представляется арифметически как результат (не обязательно целочисленный) деления двух числовых значений, непосредственно отображающий, сколько раз первое число содержит второе. Другими словами, соотношение показывает, для какого количества чего-то одного сколько есть чего-то другого. Например, в вазе для фруктов находятся 8 апельсинов и 6 лимонов. Тогда соотношение апельсинов и лимонов составит 8:6 (или, что то же самое, 4:3), а соотношение лимонов и апельсинов — 3:4. Кроме того, количество апельсинов относительно общего количества фруктов составит 8:14 (что эквивалентно 4:7). Соотношение 4:7 можно преобразовать в дробь 4/7, показывающую, какую долю от общего числа фруктов составляют апельсины.

## Обозначения и термины
Соотношение чисел A и B можно представить как:
- отношение A к B;
- пропорцию A : B;
- {\displaystyle {\tfrac {A}{B}},}

причём, как правило, соотношения записывают как отношения целых чисел, и в этом случае соотношение чисел A и B также представляет собой долю числа A, являющуюся рациональным числом.
Числа A и B в данном контексте иногда называют членами, где A — антецедент, а B — консеквент.
Пропорция, выражающая равенство соотношений A : B и C : D, записывается как A : B = C : D или A : B ∷ C : D. Читается:
A относится к B как C относится к D.
И в данном случае A, B, C, D называются членами пропорции. A и D — крайние члены пропорции, а B и C — средние члены.
Иногда в соотношениях могут записывать три и более членов. Например, размеры предмета с сечением два к четырём и длиной десять сантиметров составят 2 : 4 : 10. Равенство трёх и более соотношений называется непрерывной пропорцией (англ. continued proportion — ряд отношений).

## История и этимология
Невозможно проследить истоки концепции соотношения, поскольку идеи, из которых она развилась, должны были быть известны дописьменным культурам. Например, идея того, что одна деревня вдвое больше другой, настолько базовая, что была бы понятна даже в доисторическом обществе.
Для обозначения отношения греки использовали термин др.-греч. λόγος, которое латиняне передавали как ratio («разумное основание»; как в слове «рациональный») или как proportio. (Рациональное число можно представить как результат отношения двух целых чисел.) Более современная интерпретация античного значения ближе к «вычисление» или «расчёт». Боэций («Основы арифметики», «Основы музыки», начало VI в.) использовал слово proportio (наряду с ratio, comparatio и habitudo) для обозначения отношения и proportionalitas (перевод др.-греч. ἀναλογία) для обозначения пропорции (отношения отношений). Такое терминоупотребление (в связи с широчайшей распространённостью «Арифметики» и «Музыки» Боэция) практиковалось и в Средние века.
Евклид объединил в «Началах» результаты из более ранних источников. Пифагорейцы развили теорию соотношения и пропорции в приложении к числам. Пифагорейская концепция числа включала только рациональные числа, что вызвало сомнения в применимости теории в геометрии, где, как также обнаружили пифагорейцы, существуют несоизмеримые размеры, соответствующие иррациональным числам. Открытие теории отношений, не предполагавшей соизмеримость, вероятно, принадлежит Евдоксу Книдскому. В Книге VII «Начал» приведена и более ранняя теория отношений соизмеримых величин.
Существование нескольких теорий выглядит ненужным усложнением для современного взгляда, поскольку соотношения, во многом, определяются результатом деления. Однако, это довольно недавнее открытие, что можно увидеть на примере того, что современные учебники по геометрии до сих пор используют различную терминологию для соотношений (ratio) и результатов деления (quotient, частное). Причин для этого две. Во-первых, существовало вышеупомянутое нежелание признавать иррациональные числа как истинные числа. Во-вторых, нехватка широко используемых символов для замены уже устоявшейся терминологии соотношений задержало полное принятие дробей как альтернативы вплоть до XVI века.

### Определения Евклида
В книге V «Начал» Евклида 18 определений, касающихся соотношений. Кроме того, Евклид использует идеи, которые были в настолько широком употреблении, что он не даёт им определений. Первые два определения гласят, что часть количества есть другое количество, которое «измеряет» его, и наоборот, кратное для количества есть другое количество, измеряемое им. В современных терминах, это означает, что кратное для количества есть это количество, умноженное на целое число, большее единицы, а часть количества (то есть делитель) при умножении на число, большее единицы, даёт то количество.
Евклид не даёт определения слова «измерять». Тем не менее, можно предположить, что, если количество принимается за единицу измерения, а другое количество представлено как общее количество таких единиц измерения, то первое количество измеряет второе. Заметим, эти определения повторяются почти слово в слово как определения 3 и 5 в книге VII.
Определение 3 разъясняет, что такое соотношение в общем смысле. Оно не является математически строгим и некоторые исследователи приписывают его редакторам, а не самому Евклиду. Евклид определяет соотношение между двумя количествами одного вида, например двух отрезков или двух площадей, но не соотношение длины к площади. Определение 4 указывает это ещё более строго. Оно утверждает, что соотношение между двумя количествами существует, если есть кратное для каждого, превышающее другое. В современных терминах: соотношение между количествами p и q существует, если существуют целые числа m и n такие, что mp>q и nq>p. Это условие известно как аксиома Архимеда.
Определение 5 наиболее сложное и трудное для понимания. Оно объясняет, что означает равенство для двух соотношений. Сегодня можно просто заявить, что соотношения равны, если равны результаты деления членов, но Евклид не признавал существование результатов деления для несоизмеримых величин, поэтому для него такое определение было бы бессмысленным. Поэтому требовалось более тонкое определение для случая количеств, не измеряющих друг друга напрямую. Хотя может быть невозможно присвоить соотношению рациональное значение, но вполне возможно сравнить соотношение с рациональным числом. А именно, для двух количеств p и q, а также рационального числа m/n, мы можем сказать, что соотношение p к q меньше, равно или больше m/n, когда np меньше, равно или больше mq, соответственно. Евклидово определение равенства можно сформулировать так: два соотношения равны, когда они одинаково себя ведут, будучи одновременно меньше, равны или больше любого рационального числа. В современной нотации это выглядит так: для данных количеств p, q, r и s выполняется p:q::r:s, если для любых положительных целых чисел m и n выполняется отношение np<mq, np=mq, np>mq в соответствии с nr<ms, nr=ms, nr>ms. Есть примечательное сходство между этим определением и теорией Дедекиндова сечения, используемого в современной теории иррациональных чисел.
Определение 6 гласит, что количества с одинаковым соотношением пропорциональны или состоят в пропорции. Евклид использует греческое слово ἀναλόγον (analogon), с тем же корнем, что и λόγος, от которого произошло слово «аналог».
Определение 7 объясняет, что значит для соотношения быть меньше или больше другого, и основывается на идеях из определения 5. В современной нотации: для данных количеств p, q, r и s выполняется p:q>r:s, если существуют положительные целые числа m и n такие, что np>mq и nr≤ms.
Как и в случае с определением 3, определение 8 некоторыми исследователями рассматривается как позднее включение редакторов. Оно гласит, что три члена p, q и r находятся в пропорции, если p:q::q:r. Это расширяется на 4 члена p, q, r и s как p:q::q:r::r:s и т. д. Последовательности, обладающие таким свойством, что соотношения последовательных членов равны, называются геометрическими прогрессиями. Определения 9 и 10 применяют это, говоря, что, если p, q и r состоят в пропорции, то p:r есть двойное отношение (duplicate ratio, отношение квадратов) для p:q, а если p, q, r и s находятся в пропорции, то p:s есть тройное отношение (triplicate ratio, отношение кубов) для p:q. Если p, q и r находятся в пропорции, то q называется средним пропорциональным (или геометрическим средним) для p и r. Подобным образом, если p, q, r и s находятся в пропорции, то q и r называют средними пропорциональными для p и s.

### Процентное соотношение
Если умножить все количества в соотношении на одно и то же число, то соотношение не изменится. Например, соотношение 3:2 есть то же самое, что 12:8. Обычно члены пропорции уменьшают до наименьшего общего знаменателя либо выражают их в долях ста (процент). Иногда для удобства сравнения соотношения представляют в виде n:1 или 1:n.
Если смесь содержит вещества A, B, C и D в соотношении 5:9:4:2, то в ней 5 частей A приходится на каждые 9 частей B, 4 части C и 2 части D. Поскольку 5+9+4+2=20, то всего смесь содержит 5/20 A (5 частей из 20), 9/20 B, 4/20 C и 2/20 D. Если эти числа, деленные на общую сумму, умножить на 100, то получаем проценты: 25 % A, 45 % B, 20 % C и 10 % D (эквивалентно написанию соотношения в виде 25:45:20:10).

## Пропорции
Если в какой-то ситуации рассматриваются две или более величины, состоящие в пропорциональном соотношении — допустим, если в корзине находятся два яблока и три апельсина и только они — то можно сказать, что «целое» содержит пять частей, состоящих из двух частей яблок и трёх частей апельсинов. В данном случае {\displaystyle {\tfrac {2}{5}}}, или 40 % целого, — это яблоки, а {\displaystyle {\tfrac {3}{5}}}, или 60 % целого, — это апельсины. Такое сравнение определённого количества с «целым» иногда называют пропорцией. Пропорции иногда выражают в процентах, как указано выше.

### Другие применения
- Соотношения часто используются для простых растворов в химии и биологии (степень разбавления).
- Шансы выигрыша в играх выражают в виде соотношения.
- Соотношения также могут рассматривать между величинами, измеряемыми в разных единицах измерения.